# Valérie Bemeriki
Valérie Bemeriki (nascuda el 1955 a Rutshuru, República Democràtica del Congo) va ser una presentadora de l'emissora de ràdio ruandesa Radio Télévision Libre des Mille Collines (RTLM), que va tenir un paper significatiu en la incitació al genocidi de Ruanda.
Encara que va néixer a Rutshuru, República Democràtica del Congo (aleshores Congo Belga), la llar de Bemeriki és a la comuna de Giciye, a la prefectura de Gisenyi a Ruanda. Abans de treballar a RTLM, Bemeriki va treballar com a propagandista al partit governant MRND, alhora que escrivia a la publicació d'Interahamwe (ala juvenil del MRND).
Una de les principals animatrices de RTLM, Bemeriki freqüentment llegia els noms i adreces dels suposats "còmplices del FPR", incitant i dirigint la violència i sovint assassinat dels individus nomenats per grups com ara les milícies Impuzamugambi i Interahamwe. L'estil de presentació de Bemeriki era representatiu de la retòrica d'odi general de RTLM, utilitzant un tipus d'humor irònic i col·loquial. El 8 d'abril de 1994, dos dies després de l'assassinat de president de Ruanda, Juvenal Habyarimana Bemeriki va assenyalar irònicament que els membres de l'oposició del govern anterior "podria no ser trobats", mentre que altres, com la primera ministra Agathe Uwilingiyimana havien estat assassinats. A partir d'una trobada en una entrevista a les oficenes de RTLM, Roméo Dallaire, el comandant de la força d'UNAMIR, va descriure Bemeriki com a "molt agressiva." El 28 de juny 1994, més d'un mes després de l'entrevista, Bemeriki va afirmar a les ones que "Dallaire és la base d'aquesta guerra."
Després de Kantano Habimana, Bemeriki va ser el locutor amb el segon més temps en l'aire, aproximadament el 17% de totes les emissions de RTLM. Després del genocidi, Bemeriki fou considerada com un dels 2,133 "planificadors, organitzadors, instigadors, supervisors i líders" d'acord amb la Llei de genocidi de la República de Ruanda.
Bemeriki va fugir de Kigali cap el seu natiu Zaire el juliol de 1994 i va ser arrestada a Minova, vora Bukavu a la reanomenada República Democràtica del Congo el 13 de juny de 1999 per les Forces Ruandeses de Defensa. Ella va ser condemnada i declarada culpable de planejar el genocidi, incitació a la violència i la complicitat en diversos assassinats, i condemnat a cadena perpètua per un tribunal gacaca en 2009.